# Andreas Pietschmann
Andreas Pietschmann né le 22 mars 1969 à Wurtzbourg est un acteur allemand.

## Biographie
Andreas Pietschmann étudie à l'école d'art dramatique de Westphalie à Bochum de 1993 à 1996, puis s'installe à Berlin, et, parallèlement à ses activités à la télévision, il interprète régulièrement des rôles de théâtre.

## Vie privée
Il vit actuellement avec l'actrice Jasmin Tabatabai à Berlin, ils ont deux enfants.

## Filmographie

### Cinéma
- 1996 : Echte Kerle
- 1999 : Sonnenallee
- 2005 : Fremder Bruder
- 2006 : FC Venus : Angriff ist die beste Verteidigung
- 2009 : Altiplano
- 2013 : Belle et Sébastien : Lieutenant Peter
- 2024 : Survivre
- 2025 : Nuremberg de James Vanderbilt

### Télévision

#### Téléfilm
- 1999 : Thrill : Spiel um dein Leben
- 2000 : Der Tanz mit dem Teufel de Richard Oetker
- 2000 : Höllische Nachbarn : Chaos im Hotel
- 2002 : Traumprinz in Farbe
- 2004 : Apollonia
- 2005 : Freundinnen fürs Leben
- 2006 : Die Verlorenen
- 2007 : Vermisst : Liebe kann tödlich sein
- 2009 : Vorzimmer zur Hölle
- 2009 : Böseckendorf : Die Nacht, in der ein Dorf verschwand
- 2010 : Vorzimmer zur Hölle : Streng geheim!
- 2011 : Hindenburg : Le Géant des airs
- 2011 : Männer ticken, Frauen anders
- 2012 : La Partition de la mort (Die Braut im Schnee)
- 2012 : Mary of Nazareth
- 2012 : Zu schön um wahr zu sein
- 2013 : Vorzimmer zur Hölle 3 : Plötzlich Boss
- 2014 : Ohne Dich
- 2021 : Une mère parfaite

#### Séries télévisées
- 1998 : Schimanski (Horst Schimanski) (épisode : Rattennst) : Stricher
- 1999 : Anke (saison 1, épisode 4 : Anke, hilf mir, ich finde mich häßlich!)
- 2001 : STF (SK Kölsch) (saison 2, épisode 9 : Tod eines Tänzers) : Eric Voss
- 2001 : Drei mit Herz
- 2003 : Duo de maîtres (Edel & Starck) (saison 3, épisode 9 : Le Carnaval)
- 2003 : Die Pfefferkörner (saison 3, épisode 10 : Der Chip)
- 2004 : Am Ende des Tages
- 2005 - 2007 : 4 gegen Z (41 épisodes)
- 2005 : Adelheid und ihre Mörder (saison 5, épisode 3 : Heiße Ware)
- 2005 : Rosa Roth (saison 1, épisode 22 : Der Tag wird kommen, Teil 1)
- 2007 : Tatort (saison 1, épisode 685 : Fettkiller)
- 2007 - 2008 : GSG9 : Missions Spéciales (16 épisodes) : Konstantin von Brendorp
- 2008 : Die Patin : Kein Weg zurück : Weirauch
- 2009 : Une équipe de choc (Ein starkes Team) (saison 1, épisode 44 : Das große Fressen)
- 2010 : Großstadtrevier (saison 23, épisode 15 : Liebe macht blind)
- 2010 : Commissaire Brunetti (Donna Leon) (saison 9, épisode 1 : Le Cantique des innocents) : Dr Linero
- 2011 : Tatort (saison 1, épisode 788 : Der schöne Schein)
- 2011 : Die letzte Spur
- 2011 : Un cas pour deux (saison 31, épisode 2 : Plagiat) : Tom Berger
- 2011 : Mick Brisgau (Der letzte Bulle) (saison 2, épisode 6 : Mise à nu)
- 2011 : Polizeiruf 110 (saison 40, épisode 10 : Zwei Brüder)
- 2012 : Der Kriminalist (saison 9, épisode 3 : Ohnmacht)
- 2012 : Polizeiruf 110 (saison 41, épisode 8 : Eine andere Welt)
- 2013 : Soko brigade des stups (SOKO München) (saison 38, épisode 20 : Ein perfekter Plan)
- 2013 : Utta Danella (saison 1, épisode 23 : Sturm am Ehehimmel)
- 2017-2020 : Dark : Jonas Kahnwald, âgé
- 2022 : 1899 :  Eyk Larsen